# Прикритий шлях

Профіль зовнішніх укріплень: A — поле обстрілу, B — гласис, C — прикриті шляхи (за бруствером гласиса і за фосебреєю), D — рів, E — фосебрея, F — головний вал (куртина), G — валганг, H — тереплен

Прикритий шлях — у фортифікації — стрілецька (іноді артилерійська) позиція за гребенем контрескарпа, прикрита бруствером гласиса. Призначається для закритого пересування військ і вартових. Був необхідним елементом фортець XVI—XIX століття, ближче до початку XX ст. в окремих фортах став зайвим, але він зберігав своє значення — з огляду на збільшення настильності і дієвості рушничного вогню в той період. У певних ділянках прикритий шлях розширявся: ці ділянки називаються плацдармами.
Переваги цієї позиції: настильність вогню, масковане положення, великі за протяжністю фронти вогню, вільні поздовжні сполучення, сильна флангова підтримка із сусідніх верків. Недоліком її є утрудненість діяльного сполучення з нею, особливо при водяних ровах.